# Colonne Vendôme

Colonne Vendôme

Die mitten auf der Place Vendôme in Paris stehende Colonne Vendôme ist eine Siegessäule, die 1806 bis 1810 errichtet wurde und eine wechselvolle Geschichte hat. Die Säule gehört seit dem 31. März 1992 offiziell zu den Baudenkmälern (historischen Monumenten) der Stadt Paris.

## Lage
Die Place Vendôme liegt im Zentrum von Paris zwischen der Pariser Oper und der Rue de Rivoli bzw. Rue Saint-Honoré. Der Ende des 17. Jahrhunderts im klassizistischen Prachtstil gestaltete Platz gehört zu den fünf „königlichen Plätzen“ von Paris und umrahmt die Colonne Vendôme mit repräsentativen Stadthäusern. Die Säule steht im Zentrum des oktogonalen Platzes in der Achse der Rue de la Paix.
Die nächsten Stationen der Métro sind Madeleine (Linie 8, 12 und 14), Opéra (Linie 3, 7 und 8) und Tuileries (Linie 1).

## Beschreibung

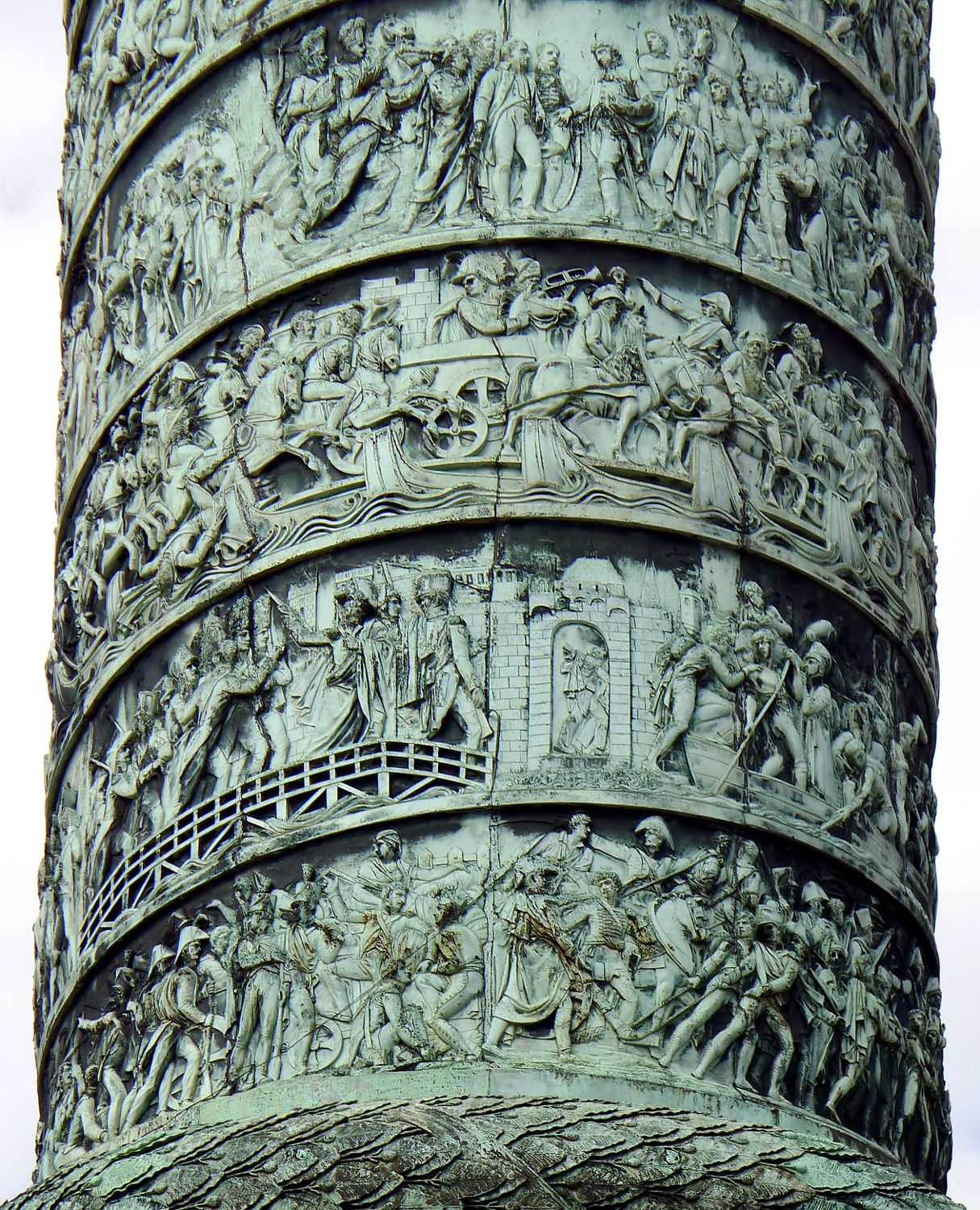
Detail des Reliefs

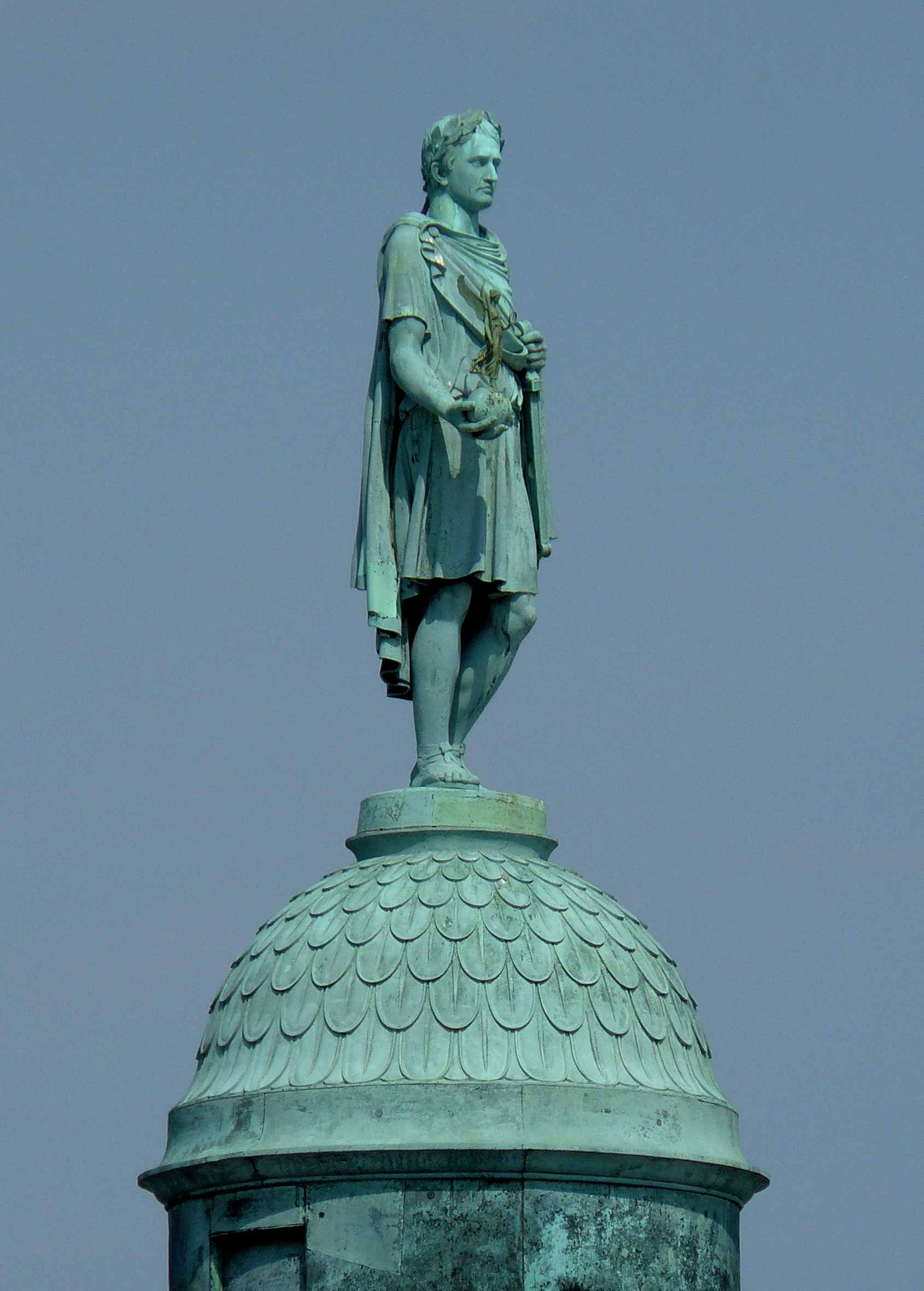
Napoleon, Statue von Augustin-Alexandre Dumont

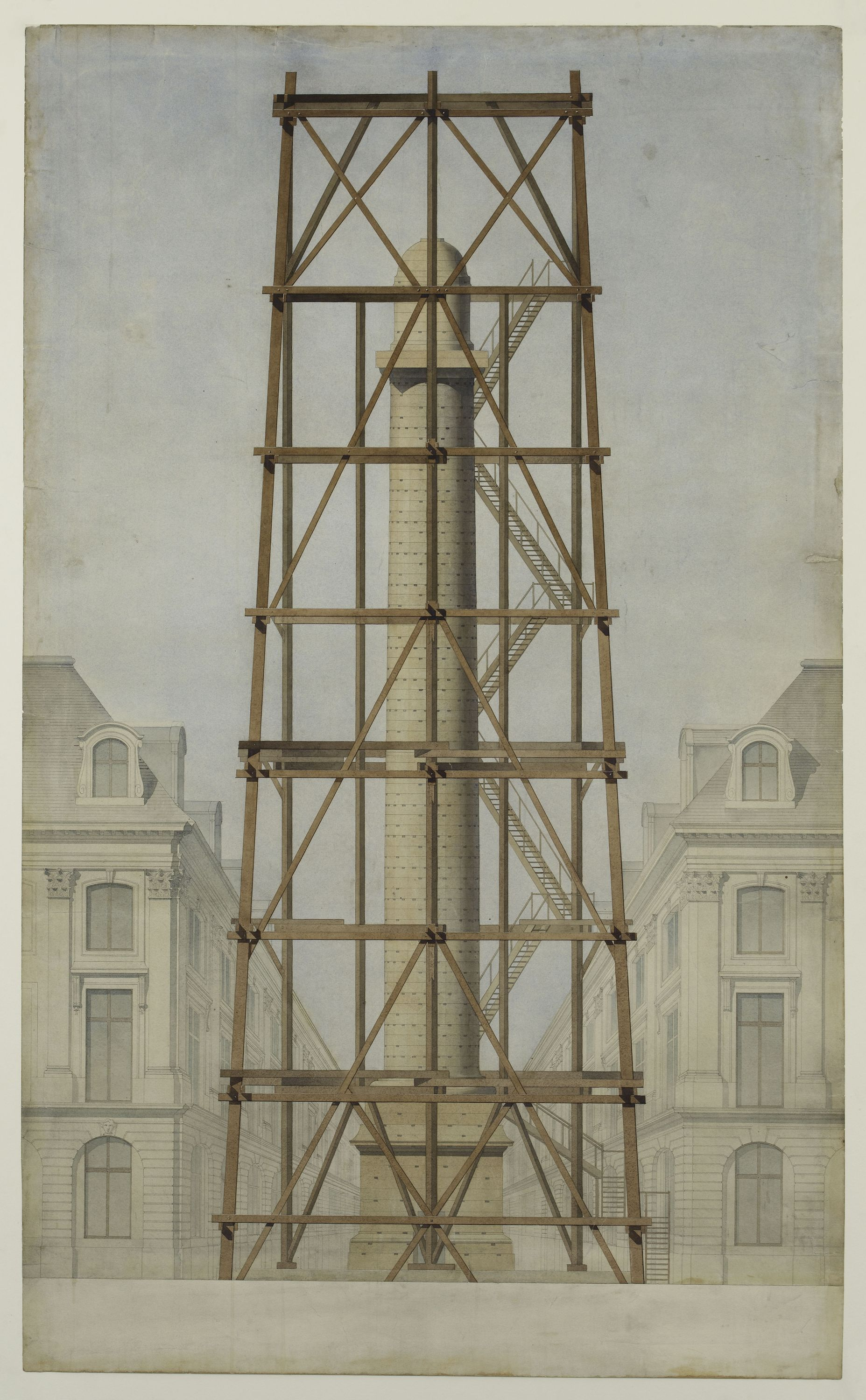
Rohbau der Colonne Vendôme aus Steintrommeln

Die Säule ist 44,17 Meter hoch und hat einen Durchmesser von 3,67 Meter. Sie steht auf einem Sockel und wird von einer Statue Napoleons bekrönt. Als Vorbild diente die Trajanssäule in Rom.
Der Säulenschaft besteht aus 98 Steintrommeln, die mit einem bronzenen Relief verkleidet sind. Die Steintrommeln bestehen jeweils aus sechs Einzelteilen, Kuchenstücken ähnelnd, welche über Metallbolzen miteinander verbunden sind. Zusätzlich wurden Metallklammern in den Steinen montiert, die zur Befestigung des Reliefs dienen. Auf diesem werden Schlachtenszenen und Trophäen der „Grande Armée“ unter der Führung Napoleons aus der Dreikaiserschlacht bei Austerlitz dargestellt. Das Band, welches sich um die Säule windet, besteht aus 425 bronzenen Platten und ist 220 Meter lang. Es wurde von Pierre Bergeret gestaltet und von mehreren Künstlern ausgeführt: Jean Joseph Foucou, Louis Boizot, François Joseph Bosio, Lorenzo Bartolini, Claude Ramey, François Rude, Edme Gaulle, Clodion, Ruxthiel u. a.
Im Innern der Säule führt eine Treppe zur bekrönenden Plattform, auf der die Statue Napoleons steht. Die Statue stellt Napoleon in römisch-kaiserlicher Tracht mit Lorbeerkranz auf dem Kopf und Weltkugel mit Siegesgöttin in der Hand als „Caesar Imperator“ dar.
Der Sockel besteht aus Porphyr, der in Algajola auf Korsika gewonnen wurde. Auf diesem sind die Embleme des in der Schlacht besiegten russischen Zaren Alexander I. und des ebenfalls besiegten österreichischen Kaisers Franz II. abgebildet. Die lateinische Inschrift lautet:
| NEAPOLIO IMP AVG MONVMENTVM BELLI GERMANICI ANNO MDCCCV TRIMESTRI SPATIO DVCTV SVO PROFLIGATI EX AERE CAPTO GLORIAE EXERCITVS MAXIMI DICAVIT |

Zu Deutsch etwa:

Napoleon Imperator Augustus (erhabener Kaiser),

widmete dieses Denkmal des unter seiner Führung im Zeitraum von drei Monaten zu Ende gebrachten Kriegs in Deutschland im Jahre 1805, gemacht aus vom Feind erbeuteter Bronze, dem Ruhm der Grande Armée (Großen Armee).

## Geschichte
Am 12. September 1685 war unter König Ludwig XIV. ein Dekret zum Bau der Place Vendôme veranlasst worden. Der Platz wurde daraufhin vom Bauunternehmer Jean Masneuf freigelegt und von dem Architekten Jules Hardouin-Mansart geplant. Der Platz sollte die Eroberungen Ludwigs XIV. feiern und bekam den Namen „Place des Conquetes“ (dt.: Platz der Eroberungen), sein offizieller Name war in Bezug auf Ludwig XIV. „Place de Louis le Grand“. Auf ihm wurde in der Platzmitte am 13. August 1699 ein von François Girardon gestaltetes, 7 Meter hohes Reiterstandbild Ludwigs XIV. auf einem 10 Meter hohen Sockel errichtet, welches am 9. April 1792 im Zuge der Französischen Revolution als symbolischer Akt der Überwindung des Ancien Régime zerstört wurde. Zudem bekam der Platz den neuen Titel „Place des Piques“ (dt.: Platz der Speere), da auf diesem, nach der Zerstörung des Reiterstandbildes, die aufgespießten Köpfe von zwei königlichen Garden präsentiert wurden.
Nach dem Sieg Frankreichs im Italienfeldzug unter dem Feldherrn Napoleon Bonaparte wurde im Januar 1798 beabsichtigt, die Trajanssäule in Rom zu demontieren und auf den leeren Platz zu stellen, dies wurde jedoch nie umgesetzt.
Seit 1799 trägt der Platz seinen heutigen Namen, Place Vendôme, benannt nach dem Hotel de Vendôme, welches bis 1685 auf dem für die Bebauung des Platzes vorgesehenen Grundriss stand.
Im Mai und im Juni 1800 wurde ein Dekret ausgestellt, in allen Departements Frankreichs Säulen für die französischen Soldaten zu errichten, worunter auch eine Säule auf der Place Vendôme vorgesehen war. Am 1. Oktober 1803 ordnete der mittlerweile zum Ersten Konsul aufgestiegene Napoleon Bonaparte, im Sinne des Dekrets, den Bau einer Säule auf der Place Vendôme an. Diese sollte nach dem Vorbild der Trajanssäule in Rom gestaltet werden.
Nach dem Sieg Frankreichs in der Schlacht bei Austerlitz im Jahre 1805 nahm das Vorhaben schließlich konkrete Gestalt an. Der damalige französische Innenminister Jean-Baptiste Nompère de Champagny gab Dominique-Vivant Baron Denon den Auftrag zur Bau der Siegessäule. Denon schlug vor, eine Siegessäule aus den erbeuteten russischen und österreichischen Kanonen zu errichten, auf welcher ruhmreiche Szenen aus der Schlacht abgebildet werden sollten. Das Kapitell sollte von einer Statue des Kaisers Napoleon gekrönt werden. Ein Jahr später wurde dieser Vorschlag in die Tat umgesetzt.
Die Grundsteinlegung der 44,17 m hohen Säule mit Napoleon als Imperator erfolgte am 25. August 1806. Die Triumphsäule wurde aus 133 (und nicht wie oft zu lesen 1.200) russischen und österreichischen Kanonen gegossen. Die Baukosten betrugen 1.335.031,82 Francs.
Die feierliche Einweihung als „Colonne de la Grande Armée“ fand am 15. August 1810, dem Geburtstag Napoleons, statt.

### Sturz der Säule

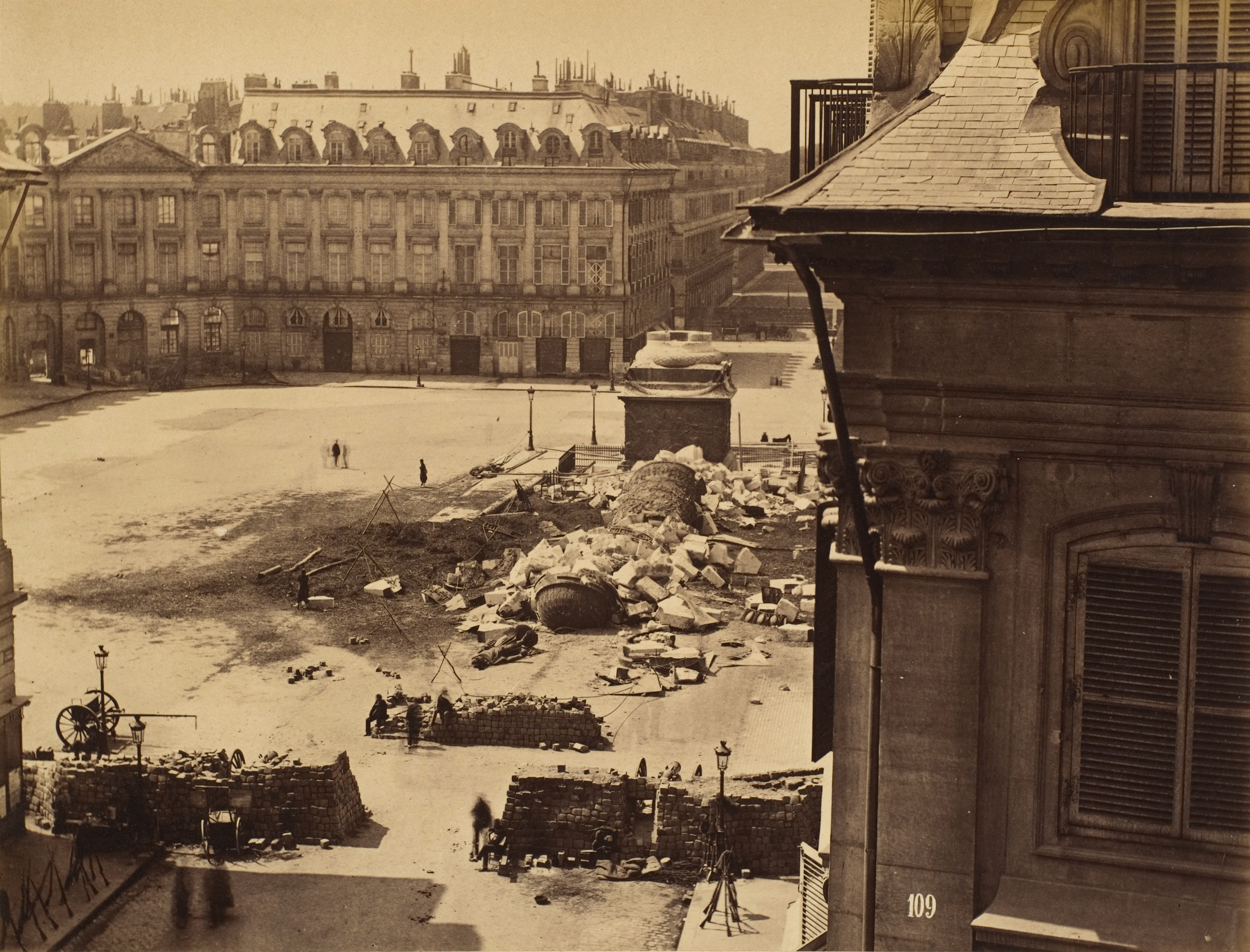
Sturz der Colonne Vendôme 1871

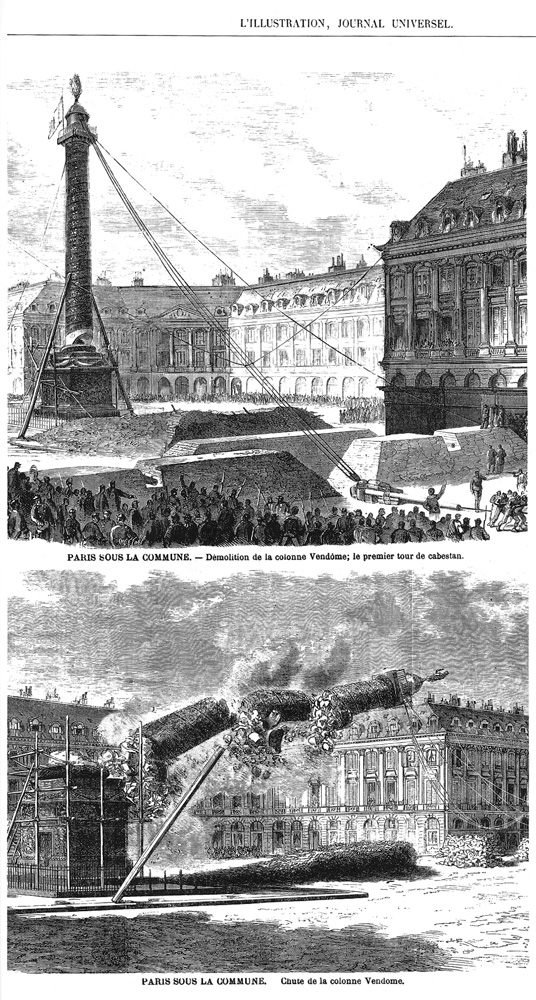
Sturz der Colonne Vendôme, Illustration

Die Säule wurde am 16. Mai 1871 während der Pariser Kommune gestürzt, wofür der Maler Gustave Courbet, der sich als Mitglied der Kommune für die Versetzung der Säule vor das Hôtel des Invalides ausgesprochen hatte, mitverantwortlich war. Der zu seiner Zeit bereits bekannte und politisch aktive Courbet, der in unmittelbarer Nachbarschaft zu der Säule wohnte, forderte wiederholt die Entfernung der Colonne Vendôme aus politischen wie aus ästhetischen Gründen. Während der Pariser Kommune entsprachen die Kommunarden dem Wunsch Courbets und trugen ihm die Leitung der Arbeiten für den Abriss der Säule auf. An der Säule wurde ein Holzgerüst angebracht, die Säule in mehrere Segmente zersägt und der Platz vor der Säule, auf den die Überreste fallen sollen, mit Stroh bzw. Mist ausgelegt. Am 16. Mai 1871 wurde die Colonne Vendôme mit Hilfe von Seilen und einer Winde vor vielen Schaulustigen umgerissen, nachdem zuvor zwei Mal das Seil gerissen war. Auf der Spitze der Säule wurde zuvor der an die Napoleon-Statue adressierte Vierzeiler angebracht: „Tireur juché sur cette échasse, Si le sang que tu fis verser, Pouvait tenir sur cette place, Tu le boirais sans te baisser“, was übersetzt bedeutet: »Schütze hoch oben auf dieser Stelze, würde das von Dir vergossene Blut auf diesem Platz gesammelt werden, könntest Du es trinken, ohne Dich bücken zu müssen.« Die Bronzeplatten der Säule wurden aufbewahrt. Nach dem Sturz der Kommune in der blutigen Maiwoche 1871 beschloss 1873 der Präsident der neu geschaffenen Republik, Patrice de Mac-Mahon, die Colonne Vendôme auf Kosten von Gustave Courbet wieder errichten zu lassen. Zum Zeitpunkt seines Todes 1877 hatte der Maler die enorme Summe noch nicht abbezahlt.

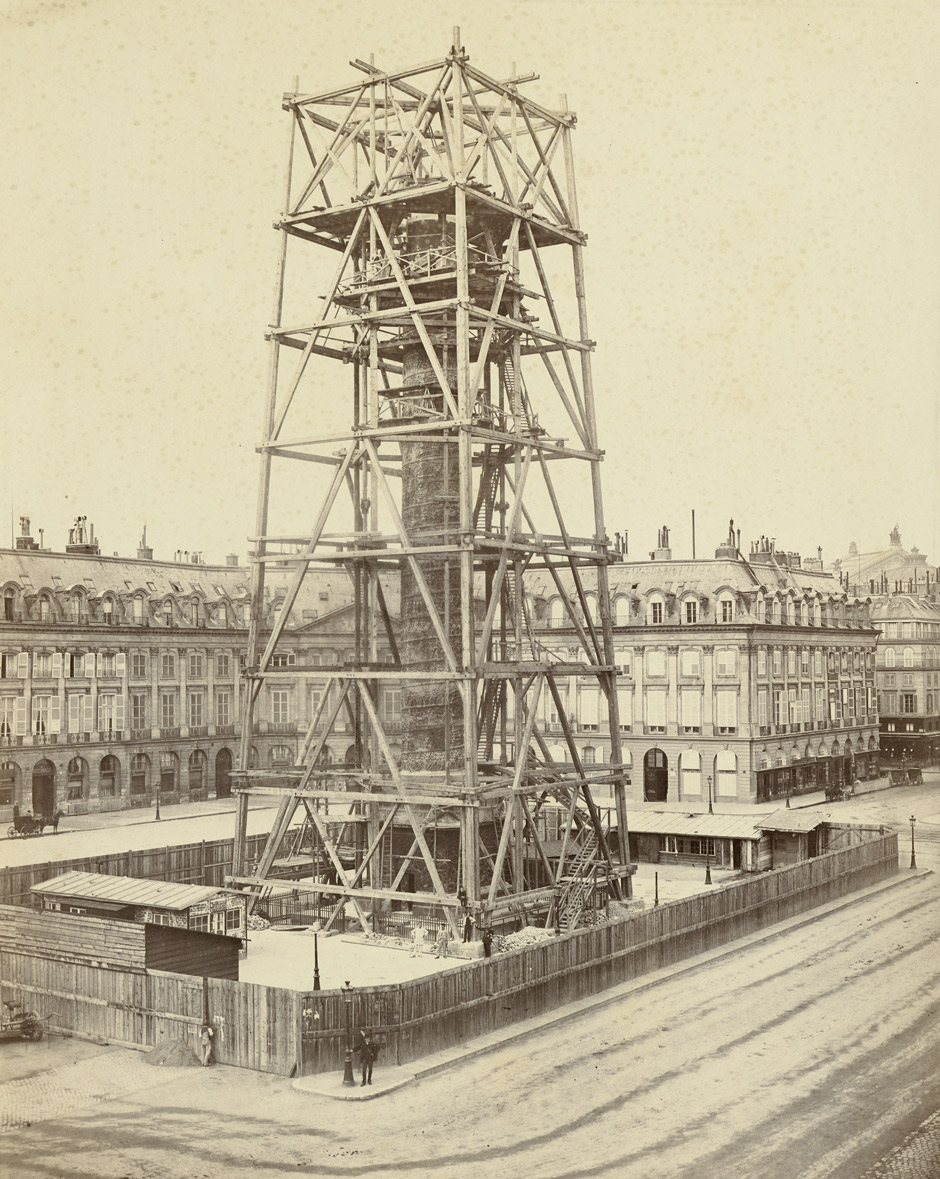
Rekonstruktion der Säule 1873

### Statuen von Napoléon
Die erste Statue Napoleons auf der Säule wurde von dem Bildhauer Antoine-Denis Chaudet (1763–1810) geschaffen und stellte Napoleon als heldenhaften Caesar dar. Als Frankreich die Völkerschlacht bei Leipzig (16.–19. Oktober 1813) verlor und Napoleon ins Exil nach Elba musste, forderten Royalisten am 6. April 1814 im Journal de Debat, nachdem zuvor am 31. März die siegreichen Koalitionstruppen in Paris einmarschiert waren, die Statue Napoleons von der Säule zu entfernen. Zwei Tage später wurde dies mit einer öffentlichen Zeremonie in die Tat umgesetzt. An der Spitze der Säule wurde ein Krangerüst aus Holz angebracht, woran die Statue mithilfe von Seilen befestigt war. Die Statue sollte zunächst mithilfe von an die Seile gespannten Pferden von der Säule gezogen werden, diese ließ sich jedoch kaum bewegen und musste schließlich abgesägt werden. Die Bronzestatue wurde schließlich eingeschmolzen um daraus ein Reiterstandbild von Heinrich IV. auf dem Pont Neuf zu errichten. 

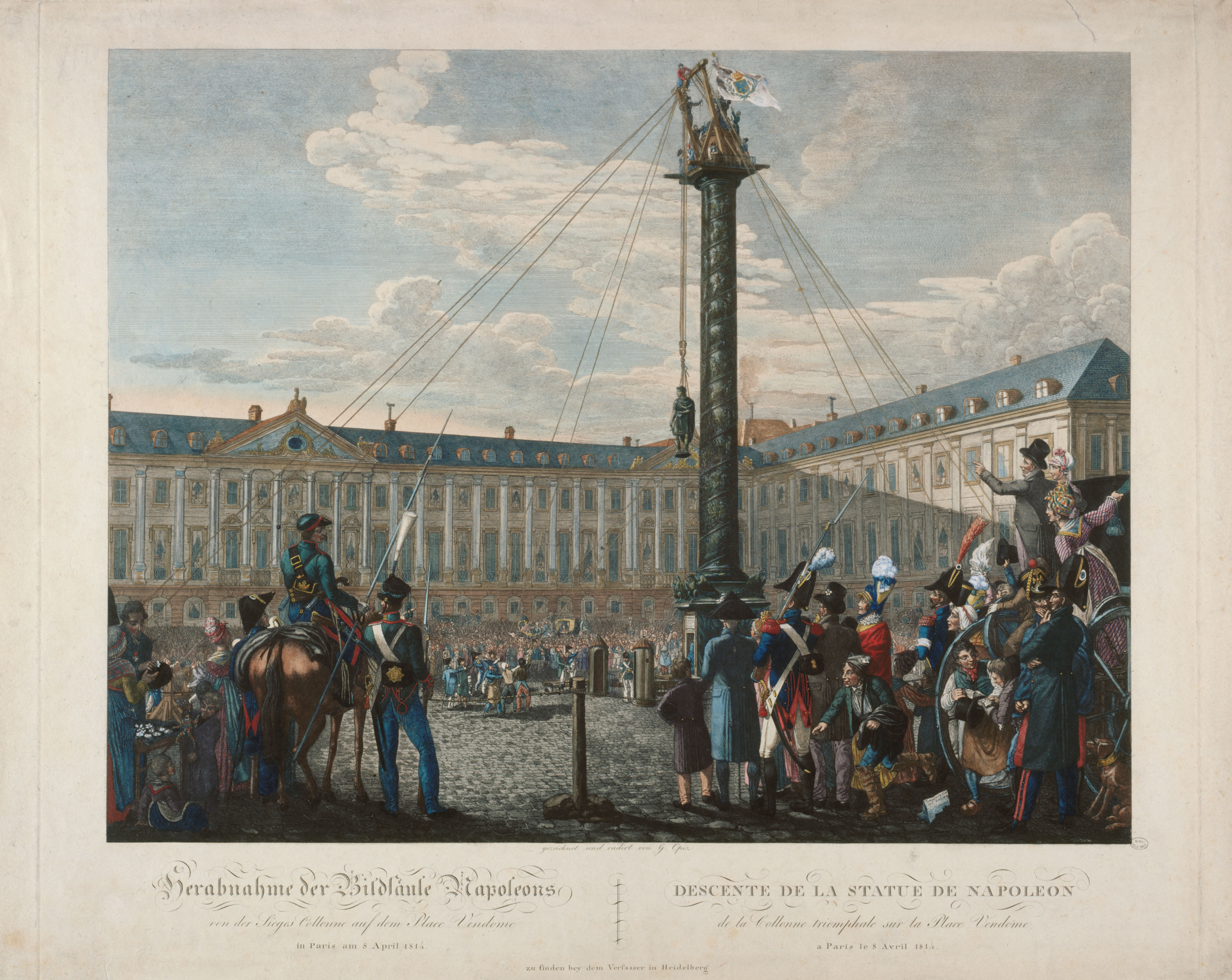
Herabnahme der Bildsäule Napoleons 1814 mit gehisster Flagge der Bourbonen auf der Spitze

Nach der Julirevolution 1830, und dem damit einhergehenden endgültigen Sturz der Bourbonen, kam der vom Volk gewählte „Bürgerkönig“ Louis-Philippe auf den Thron und beschloss 1831 die Wiederaufstellung einer Napoleon-Statue auf der Vendôme-Säule, wofür er einen Wettbewerb anordnete. Dieser wurde von dem Bildhauer Charles Emil Seurre gewonnen, der Napoleon als „petit caporal“ (dt.: kleiner Unteroffizier) in Uniform mit Zweispitz und Mantel, Kanonenkugeln zu seinen Füßen und seinem Schwert darstellt. Am 28. Juli 1833, einem Gedenktag an die Julirevolution, wurde die neue Statue feierlich auf der Säule enthüllt.

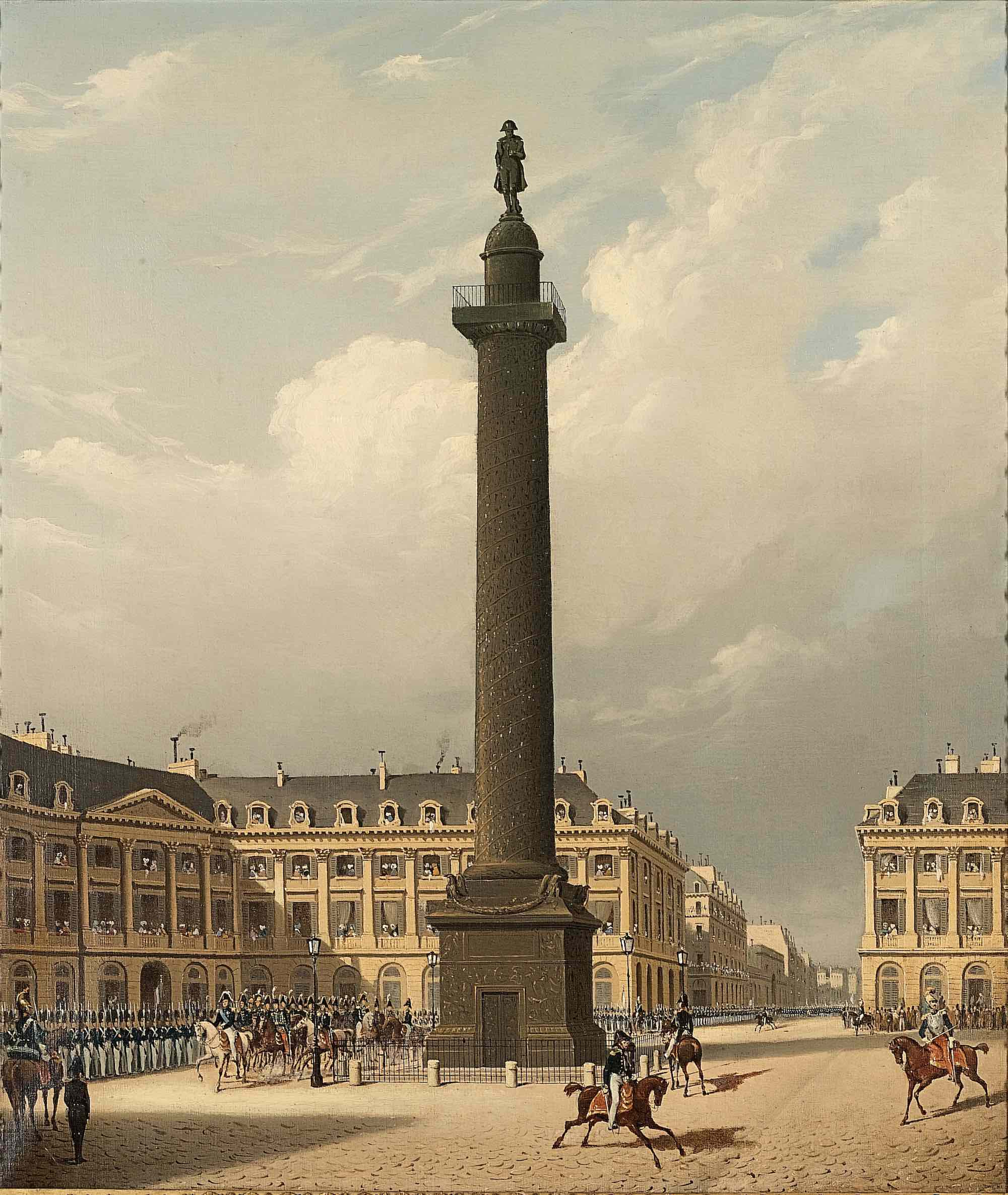
Einweihung der „petit caporal“ Statue 1833

Als Napoleon III. Kaiser Frankreichs wurde, ließ dieser die Statue 1852 durch eine Kopie der Ersten ersetzen, um Napoleon wieder machtvoller und bedeutsamer darzustellen. Diese Nachbildung wurde von Augustin-Alexandre Dumont geschaffen. Die „petit caporal“ Statue wurde daraufhin auf den Rond point de Courbevoie umgestellt. Nach der Kapitulation Napoleons III. bei der Schlacht von Sedan 1870 versuchte man angeblich, die Statue vor der preußischen Armee in Sicherheit zu bringen. Diese ging beim Transport auf der Seine unter, wurde allerdings wieder geborgen und steht seit 1911 im Cour d´honneur des Hôtel des Invalides.

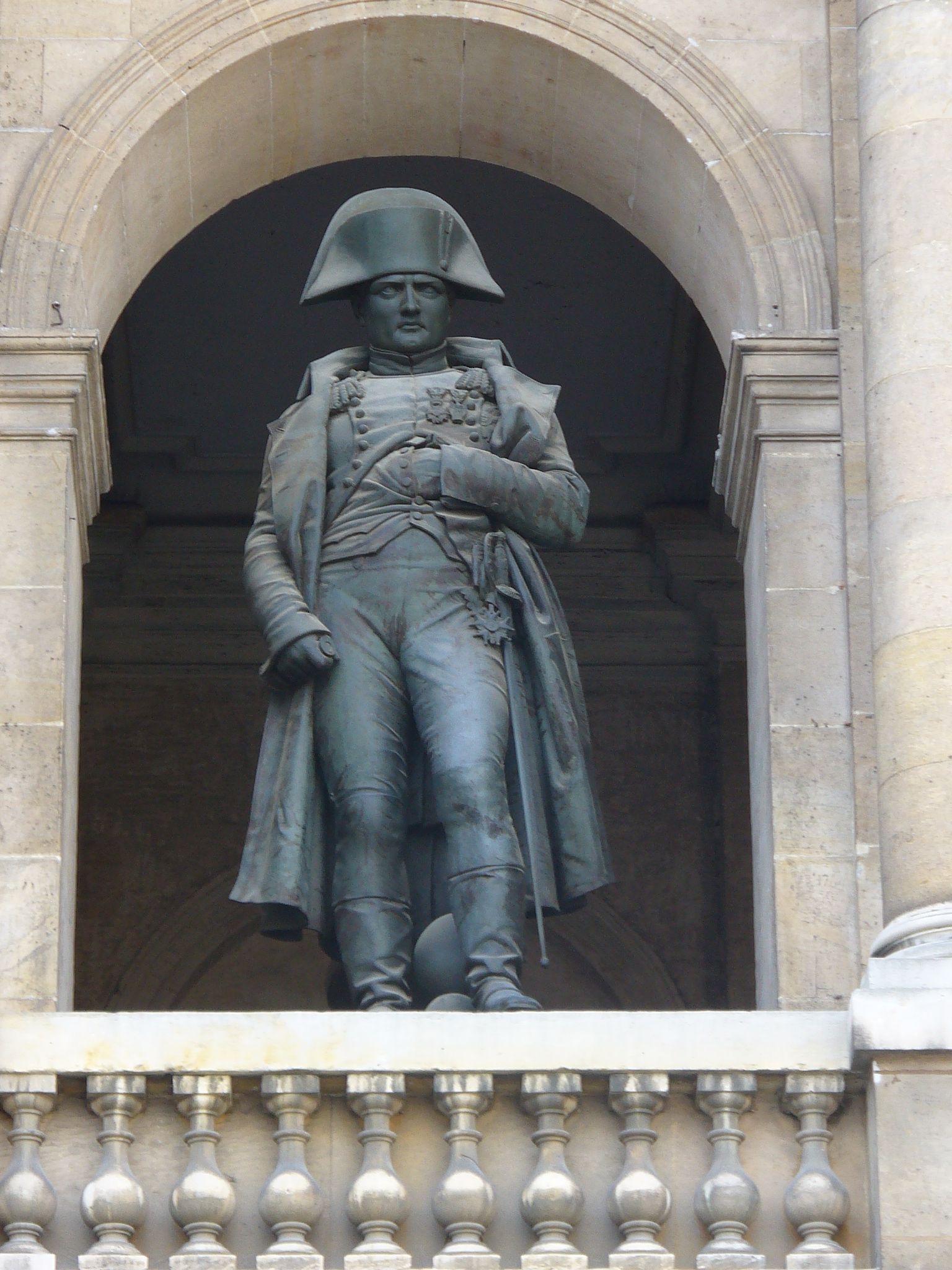
„petit caporal“ Statue im Hôtel des Invalides